# Anselm Feldhorn

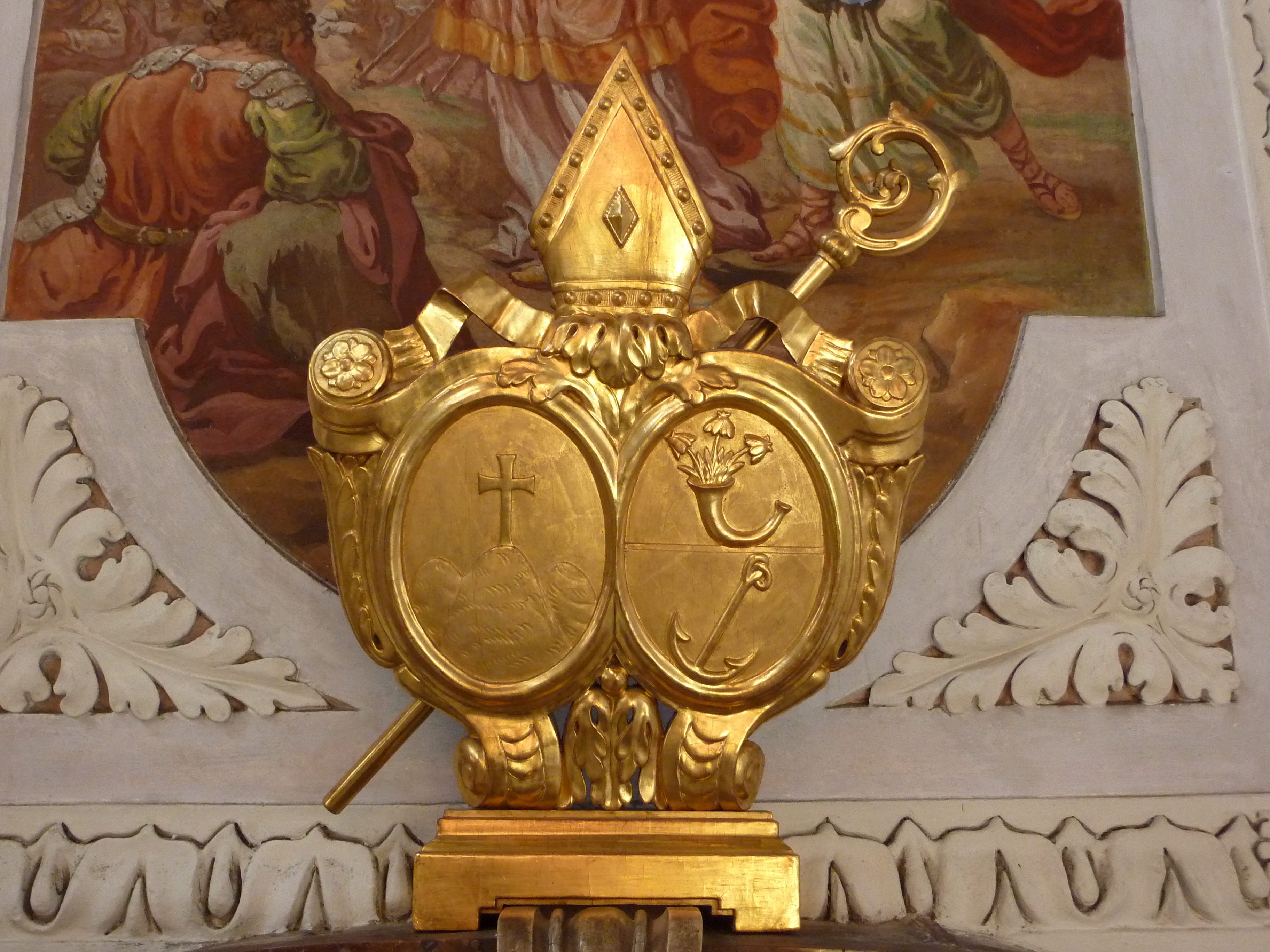
Stiftskirche Göttweig – Wappen von Abt Anselm Feldhorn am Epitaph in der 3. nördlichen Seitenkapelle

Anselm Feldhorn OSB (* 12. Juli 1738 in Pottenbrunn; † 3. Mai 1798 in Wien) war ein österreichischer Benediktiner.

## Leben

### Familie
Anselm Feldhorn war der Sohn eines Schullehrers.

### Ausbildung
Bereits in seiner Kindheit kam er als Sängerknabe in das Stift Herzogenburg und besuchte dort die Lateinische Schule und ging von dort zu einem Philosophiestudium an die Universität Wien.
1759 trat er in das Benediktinerkloster Göttweig ein und legte am 12. Oktober 1760 das Ordensgelübde vor dem Abt Odilo Piazol (1692–1768) ab. Der Abt, der seine Talente erkannt hatte, sandte ihn nach Wien zu einem Theologiestudium, das er 1763 beendete.

### Werdegang
Nach dem Studium las er am 21. März 1763 die erste heilige Messe und sollte zum Novizenmeister und kurz darauf zum Prior berufen werden, lehnte aber beide Ämter ab.
Abt Odilo ernannte ihn zum Lehrer der Theologie im Stift und er blieb in diesem Amt, bis er es aus gesundheitlichen Gründen aufgeben musste. Darauf erhielt er das Amt des Küchenmeisters und zuletzt des Stiftsökonoms. Aus unbekannten Gründen wurde er vom Abt Magnus Klein (1717–1783) von diesem Amt abgelöst und als Pfarrer nach Mauer entsandt; dort blieb er, bis er am 16. September 1784, wegen seiner ökonomischen Kenntnisse, zum Vorsteher des Klosters gewählt und am 10. Oktober 1784 infuliert wurde.

### Wirken als Abt
Während seiner Amtszeit wurden die finanziellen Belastungen des Stiftes erhöht und die Einkünfte gemindert, so waren unter anderem Kirchen und Pfarrhöfe einzurichten, es musste eine neu eingeführte Kriegssteuer entrichtet werden, Steuerregulierungskosten waren zu tragen und neue Pfarren mussten unterhalten werden. Dies führte dazu, dass er die Grundstücke der Pfarren Mautern, Nappersdorf, Hainfeld und Pfaffendorf an die Bauern verpachtete und die Weinerträge aus Münichhofen, Stratzing und Zeiselmauer meistbietend verkaufte; diese Maßnahme hatte allerdings zur Folge, dass er hierdurch dem Stift mehr schadete, als half, weil die Preise für Naturalien während des darauffolgenden Russisch-Österreichischen Türkenkrieges stark stiegen.
Den Mangel an Seelsorgern gleich er dadurch aus, dass er Medikanten zu Hilfspriestern in den Pfarreien Nappersdorf, Pfaffendorf, Grünau, Kilb, St. Veit an der Gölsen, Hainfeld, später auch in Rohrbach, Schwarzenbach, Purk, Oberthern und Brunnkirchen bestellte. Dazu ließ er die Pfarrhöfe in Michelbach, Hainfeld, Grünau, Rabenstein und Kleinzell wieder herrichten und ausbessern.
1797 bewirtete er im Stift die Prinzen Johann, Joseph und Rainer; dieser hinterließ in der Stiftsbibliothek seine Reisebeschreibung;  seit dieser Zeit besuchte er öfters die Prinzen in Wien.
Als die Franzosen 1797 im Ersten Koalitionskrieg auf Wien zumarschierten, flüchtete Anselm Feldhorn mit der ständischen Kasse nach Prag und blieb dort bis zum Friedensschluss von Campo Formio.
1798 kam er erneut nach Wien und wurde zum zweiten Mal zum Abgeordneten der niederösterreichischen Stände (siehe: Landtag von Niederösterreich) gewählt, verstarb jedoch kurz darauf. Sein Leichnam wurde am 5. Mai 1798 im Friedhof der Kirche St. Blasien in Klein-Wien bestattet.